# ایوان کانکار
ایوان کانکار (انگلیسی: Ivan Cankar؛ زاده ۱۰ مهٔ ۱۸۷۶ درگذشته ۱۱ دسامبر ۱۹۱۸) یک نویسنده، نمایش‌نامه‌نویس، شاعر، و کنشگری اهل اسلوونی بود.
کانکار به عنوان یکی از بنیان گذاران مدرنیسم در ادبیات اسلوونی شناخته شده است.